# Scholastyka (filozofia)
Scholastyka – termin wieloznaczny:

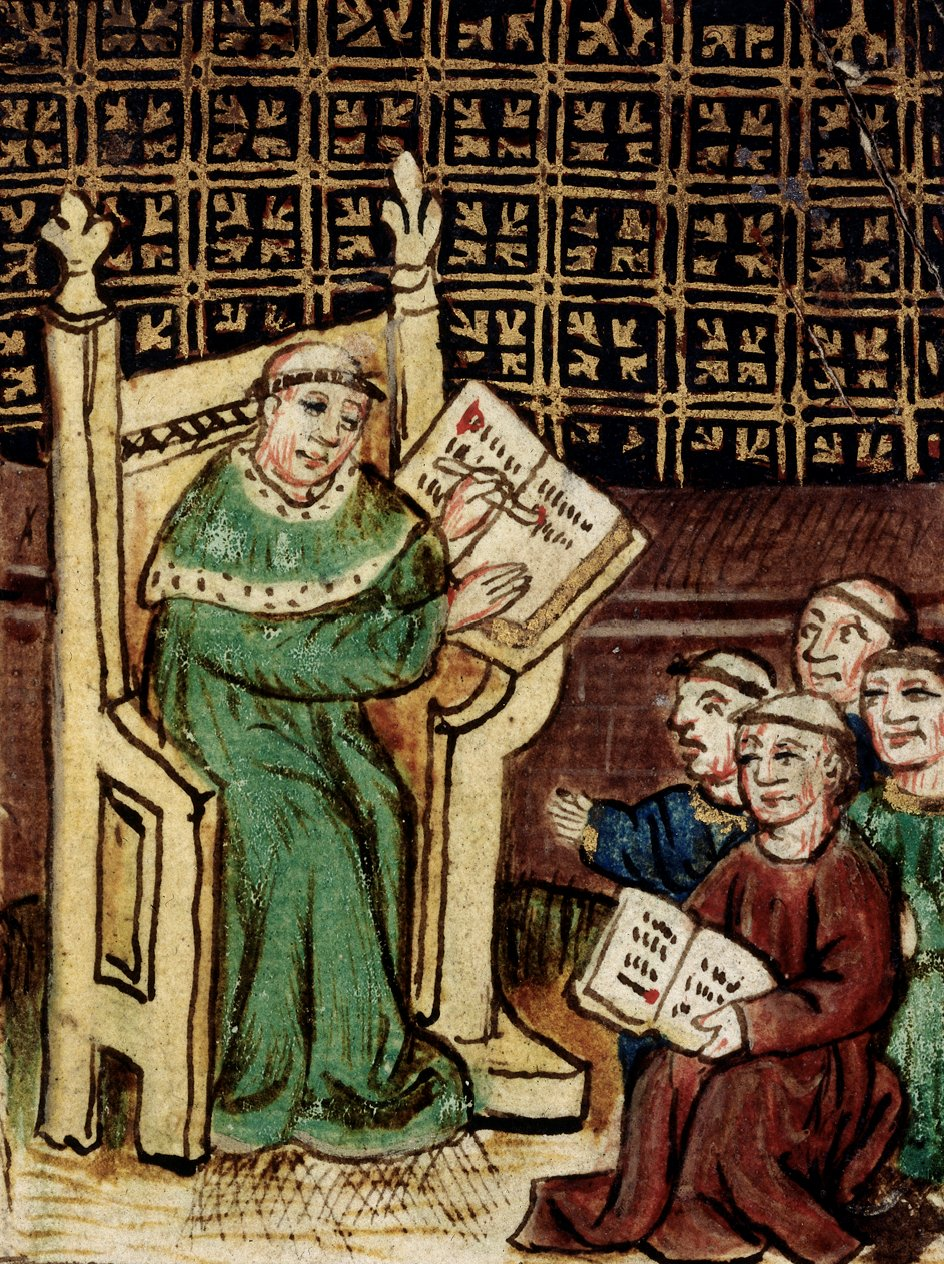
Mistrz i uczniowie (1464)

- początkowo – nauka uprawiana na średniowiecznych uniwersytetach;
- następnie zaczął oznaczać nurty teologiczne i filozoficzne tam uprawiane, a także specyficzną metodę filozofowania (metodę scholastyczną)[1]. Od XIII wieku większość średniowiecznej filozofii miała charakter scholastyczny;
- w czasach renesansu scholastyka uzyskała pejoratywne znaczenie, bliskie sofistyce. Tym mianem oznaczano nadmiernie spekulatywną filozofię zajmującą się wydumanymi problemami.

## Średniowiecze
W początkach średniowiecza słowo scholastyk oznaczało nauczyciela czy osobę wykształconą. Wraz z rozwojem szkolnictwa wyższego od XI w. powstała również osobna grupa osób stale związana z nauką. Nauka na średniowiecznych uniwersytetach polegała w głównej mierze na lekturze tekstów i dyskutowaniu o tych uznawanych za autorytatywne. Były to pisma chrześcijańskie (Pismo Święte, pisma Ojców Kościoła), a także niektóre teksty starożytne (np. dzieła Arystotelesa). Pisma te następnie były szczegółowo objaśniane i dyskutowane. Wypracowaną tam „metodę scholastyczną” charakteryzowało rozważanie argumentów za i przeciw, a także staranne budowanie aparatury pojęciowej, opartej na subtelnych dystynkcjach. Ten specyficzny system nauczania stał się źródłem różnych gatunków literatury filozoficznej, w szczególności summ, czy kwestii.
Z tej praktyki narodziła się scholastyka rozumiana jako uzasadnianie (racjonalizowanie) prawd wiary oraz uzgadnianie treści pism chrześcijańskich z pismami pogańskich filozofów (traktowanych jako prawdy rozumowe). Zgodnie z formułą Anzelma z Canterbury scholastyka była „wiarą szukającą rozumienia” (fides quaerens intellectum).
Z czasem scholastyka zaczęła oznaczać całokształt tego, co wykładano w szkołach i na uniwersytetach. Stąd scholastyczny charakter mają wszystkie niemal filozoficzne nurty dojrzałego i późnego średniowiecza (tomizm, augustianizm, skotyzm, ockhamizm). XIX-wieczny pogląd łączył ściśle scholastykę i średniowieczny arystotelizm. W świetle późniejszych badań ten pogląd okazał się błędny. Obok bowiem silnych wpływów arystotelejskich, bardzo ważne były też wpływy augustianizmu, neoplatonizmu, myśli islamskiej i żydowskiej.

## Krytyka scholastyki
Ukształtowanie się scholastyki w XII wieku i jej ścisłe związki ze szkolnictwem i uniwersytetami pociągnęły za sobą rosnącą potrzebę intelektualnego namysłu i próby racjonalnej argumentacji na rzecz twierdzeń religijnych. Spotkało się to z krytyką reformującego się ruchu monastycznego, na którego czele stali Bernard z Clairvaux, Suger i Piotr Czcigodny. Intelektualizmowi scholastyki przeciwstawiali oni duchowość naiwną, impulsywną i emocjonalną. Napięcie między scholastykami i irracjonalną duchowością monastyczną będzie się utrzymywało przez kolejne stulecia.
Zdecydowanie negatywna ocena scholastyki jest dziełem twórców renesansowych. Potraktowali scholastykę jako charakterystyczny dla średniowiecza nurt myśli i poddali ją całościowej krytyce. Dla filozofów renesansowych scholastyka sprowadzała się do dysput nad wydumanymi problemami, czy pojęciami. François Rabelais jako przykład tematu dysputy scholastycznej podawał  „Czy chimera, unosząc się w próżni, może tworzyć intencje wtórne” (Utrum chimera bombinans in vacuo possit secundas intentiones formare).
Negatywne zdanie na temat scholastyki odnosiło się często do jej późnośredniowiecznej i renesansowej formy. Scholastyka zdegenerowała się wtedy, przeradzając się w czczą refleksję nad pojęciami. Ta negatywna ocena scholastyki obecna jest do teraz. Przykładowo Étienne Gilson przeciwstawił scholastyce prawdziwą filozofię: „każda doktryna godna miana filozofii wychodzi z konkretu i powraca do konkretu, każda natomiast scholastyka wychodzi z filozofii i powraca do filozofii. Filozofia musi wyrodzić się w scholastykę, gdy uczyni przedmiotem swych rozważań nie konkret istniejący, który powinna coraz gruntowniej zgłębiać, przenikać i wyjaśniać, ale gotowe sformułowania pewnych hipotez wyjaśniających, tak jakby same te formuły – a nie to, czego dotyczą, stanowiły rzeczywistość.”. Stąd pojęcie scholastyka jest niekiedy używane w znaczeniu „zdegenerowana filozofia”.
W drugiej połowie XIX wieku scholastyka odrodziła się w postaci neoscholastyki.

## Filozofowie scholastyczni
- Wczesna scholastyka (XII wiek)
  - Hugon ze św. Wiktora, kierownik szkoły w opactwie św. Wiktora, wiktorianów
  - Johann Roscelin
  - Gilbert de la Porrée, przedstawiciel szkoły z Chartres
  - Anzelm z Canterbury, nazywany ojcem scholastyki
  - Piotr Abelard
  - Piotr Lombard
  - Henryk z Gandawy
  - Robert Grosseteste

- Klasyczny okres rozwoju scholastyki (XIII wiek)
  - Aleksander z Hales, doctor irrefragibilis (niezłomny)
  - Piotr Auriol
  - Witelon
  - Święty Bonawentura, doctor seraphicus (seraficki)
  - Albert Wielki
  - Tomasz z Akwinu, doctor angelicus (anielski)
  - Roger Bacon, doctor mirabilis (cudowny)
  - Jan Duns Szkot, doctor subtilis (doktor subtelny)

- Późna scholastyka średniowieczna (XIV – XV wiek)
  - William Ockham, doctor invincibilis (niezwyciężony)
  - Mikołaj z Autrécourt
  - Jan Buridan
  - Jan Gerson
  - Rajmund Llull
  - Marsyliusz z Padwy

- Polska scholastyka
  - Mateusz z Krakowa

- Filozofia scholastyczna czasów odrodzenia i kontrreformacji:
  - Luis de Molina
  - Franciszek Suárez

- Neoscholastyka – odnowienie tomizmu w XIX i XX wieku
  - Désiré-Joseph Mercier
  - Jacques Maritain
  - Emmanuel Mounier
  - Jacek Woroniecki
  - Józef Maria Bocheński
  - Stefan Swieżawski
  - Mieczysław Krąpiec